# António Augusto dos Santos
António Augusto dos Santos, né le 17 avril 1907 à Freixo de Espada à Cinta, Trás-os-Montes au Portugal, était un général portugais d'artillerie, commandant des forces portugaises au Mozambique entre 1964 et 1969, année où il finit son commandement. Au début de la guerre d'indépendance du Mozambique en 1964, Augusto dos Santos commandait les troupes portugaises sur le terrain et favorisa l'utilisation des unités africaines entraînées par les Portugais au lieu de les envoyer toutes seules au combat.
Le manque de succès du Portugal au Mozambique, avec près de 14 % de la population et 20 % du pays contrôlés par le FRELIMO en 1967, conduisit à son remplacement, en 1969, par le général Kaúlza de Arriaga. Un an plus tard, Augusto dos Santos fut nommé chef d'état major des armées, poste qu'il occupa jusqu'en 1972.
Il fut décoré commandeur de l'ordre de la Tour et de l'Épée pour ses fonctions au Mozambique.